# شیماو پراپرتی
شیماو پراپرتی (انگلیسی: Shimao Property) شرکت املاک و مستغلات چینی است، که در زمینه سرمایه‌گذاری و مدیریت مجتمع‌های مسکونی، اداری و تجاری، هتل‌داری و توسعه املاک و مستغلات فعالیت می‌نماید. 
شرکت شیماو پراپرتی در سال ۲۰۰۱ توسط شا رانگماو راه‌اندازی شد و در حال حاضر یکی از ده شرکت بزرگ املاک چین می‌باشد.
دفتر مرکزی این شرکت در شهر شانگهای، جمهوری خلق چین قرار دارد و سهام آن در بازار بورس اوراق بهادار هنگ کنگ معامله می‌شود.